# Ljubinje
Ljubinje (serbiska: Љубиње) är en ort i Bosnien och Hercegovina.   Den ligger i entiteten Republika Srpska, i den södra delen av landet, 100 km söder om huvudstaden Sarajevo. Ljubinje ligger 406 meter över havet och antalet invånare är 4 235.